# ألبرت كامبل (فنان)
ألبرت كامبل (بالإنجليزية: Albert Campbell)‏ هو فنان أمريكي، ولد في 19 أغسطس 1872، وتوفي في 25 يناير 1947.